# Теорема Ройшле

Теорема Ройшле:
чевіани, і перетинаються в точці
, і перетинаються в

Теорема Ройшле описує властивості чевіан трикутника, які перетинаються в одній точці. Теорему названо ім'ям німецького математика Карла Густава Ройшле (1812—1875). Відома також як теорема Теркема за ім'ям французького математика Олрі Теркема (1782—1862), який опублікував її 1842 року.

## Твердження теореми
У трикутнику {\displaystyle ABC} з трьома чевіанами, що перетинаються в спільній точці, відмінній від вершин {\displaystyle A}, {\displaystyle B}, {\displaystyle C}, позначимо {\displaystyle P_{a}}, {\displaystyle P_{b}} і {\displaystyle P_{c}} перетини продовжених сторін трикутника і чевіан. Коло, що проходить через три точки {\displaystyle P_{a}}, {\displaystyle P_{b}} і {\displaystyle P_{c}} перетинає продовження сторін трикутника в точках {\displaystyle P'_{a}}, {\displaystyle P'_{b}} і {\displaystyle P'_{c}}. Теорема Ройшле стверджує, що ці три нові чевіани {\displaystyle AP'_{a}}, {\displaystyle BP'_{b}} і {\displaystyle CP'_{c}} також перетинаються в одній точці.

## Окремий випадок. Приклад теореми Ройшле
- Для кола дев'яти точок, яке має ще й назву «коло Теркема», Теркем довів теорему Теркема[1]. Вона стверджує, що якщо коло дев'яти точок перетинає сторони трикутника або їх продовження в 3 парах точок (3 основах відповідно висот і медіан), які є основами 3 пар чевіан, то, якщо 3 чевіани для 3 з цих основ перетинаються в точці 1 (наприклад 3 медіани перетинаються в точці 1), то 3 чевіани для 3 інших основ також перетинаються в точці 1 (тобто 3 висоти повинні перетнутися в точці 1).